# Smoky, König der Prärie
Smoky, der König der Prärie (Originaltitel: Smoky) ist ein US-amerikanischer Familienwestern aus dem Jahr 1946 von Louis King mit Fred MacMurray und Anne Baxter in den Hauptrollen. Das Drehbuch basiert auf dem Roman Smoky, the Cowhorse von Will James.

## Handlung
Der Herumtreiber Clint Barkley reitet durch das Hinterland von Utah, als er eine Gruppe Cowboys sieht, die einer Herde Wildpferde hinterherjagen, die von einem prächtigen schwarzen Hengst angeführt wird, den er Smoky nennt. Die Cowboys fangen einige der Pferde, geben die Jagd auf den Hengst jedoch auf. Clint verfolgt Smoky allein und erscheint kurze Zeit später mit dem Pferd auf der Rocking-R-Ranch, die von Julie Richards und ihrer Großmutter geführt wird. Nachdem die Cowboys ihm geholfen haben, Smoky in Gefangenschaft zu treiben, bittet Clint Julie um einen Job als Viehtreiber. Sie beauftragt ihn, einige der Wildpferde zu zähmen.
Clint versucht, Smoky in seiner Freizeit sanft zu zähmen, und sagt Julie, dass sie Smoky als Pferd für den Viehtrieb halten soll. Jeff, Julies Vorarbeiter, der Zweifel an der Einstellung des Fremden geäußert hat, und der Rancharbeiter Bill versuchen erfolglos, Clint Informationen über seine Vergangenheit zu entlocken. Jeff erzählt Julie, dass er in der Stadt ein Gerücht gehört hat, dass Clint in Texas in eine üble Auseinandersetzung verwickelt war, bei der Geld verschwunden ist. Als Julie eines Tages in einem nahegelegenen Fluss schwimmen geht und Clint bei der Arbeit mit Smoky begegnet, erzählt sie ihm, dass sie Smoky kennt, seit er erst ein paar Wochen alt ist, und seine Entwicklung mit Interesse und Zuneigung verfolgt hat. Sie erzählt auch von dem Gerücht über seine Vergangenheit, aber er weigert sich, sich zu erklären. Kurz darauf kommt ein Fremder namens Frank zur Rocking-R-Ranch und sucht nach Clint. Frank bittet Clint, der die Schuld für ein Verbrechen auf sich genommen hat, das Frank begangen hat, und gerade eine achtmonatige Gefängnisstrafe abgesessen hat, ihm einen Job auf der Ranch zu besorgen, und Clint tut dies widerwillig. Etwas später gelingt es Clint, Smoky einen Sattel zu besorgen. Bill glaubt, dass Smoky bei der ersten Gelegenheit in die Wildnis zurückkehren wird, aber das Pferd zeigt offensichtlich Zuneigung zu Clint. Als Smoky Frank aus dem Korral jagt, nachdem dieser versucht hat, ihn wegzutreiben, warnt Jeff Clint, dass er dem Pferd den Kampfgeist nehmen muss.
Während die Cowboys auf Viehtrieb sind, stolpert Smoky und Clint wird abgeworfen und vorübergehend bewusstlos geschlagen. Smoky hat die Möglichkeit zu gehen, bleibt aber bei Clint. Später, als Clint nicht aufstehen kann, bindet er sich an Smokys Steigbügel und lässt sich vom Pferd zurück zur Ranch ziehen. Während Clint von Julie gepflegt wird, misshandelt Frank Smoky. Nachdem er sich vollständig erholt hat, bekommt Clint Besuch von einem Spieler, der einen Schuldschein über 225 Dollar hat, der von jemandem in Clints Namen unterschrieben wurde. Der Spieler geht, nachdem Clint ihm sagt, dass er glaubt zu wissen, wer in seinem Namen unterschrieben hat, und dass er versuchen wird, ihm das Geld zu besorgen. Clint entlockt Frank ein Geständnis und sagt ihm, er solle gehen, doch Frank droht, Julie von Clints Vergangenheit zu erzählen. Nachdem Clint ihn jedoch verprügelt hat, willigt Frank ein, zu gehen. Clint und Julie, die eine romantische Beziehung eingehen, wollen Smoky gerade von der Weide holen, als die Nachricht eintrifft, dass er zusammen mit mehreren erstklassigen Rindern gestohlen wurde. Sie verdächtigen Frank, doch Jeff besteht darauf, dass auch Clint darin verwickelt sein könnte. Dies zwingt Clint, Jeff und Julie gegenüber zuzugeben, dass Frank sein Bruder ist und dass er ihn immer decken musste und sogar für ihn ins Gefängnis gegangen ist. Frank erhält unterdessen sein Geld für die gestohlenen Rinder, hält aber Smoky fest. Er misshandelt das Pferd weiterhin, stolpert jedoch und wird von Smoky getötet, der entkommt. Clint macht sich auf, Smoky über viele Meilen hinweg zu verfolgen. Andere haben von dem Pferd gehört und es geschafft, es einzufangen, um es bei Rodeos einzusetzen.
Der Winter kommt und Clint muss seine Suche vorübergehend aufgeben und kehrt zur Rocking-R-Ranch zurück. In der Zwischenzeit wird Smoky zu „Cougar“, dem bockigsten Pferd (Bucking Bronco) auf der Rodeo-Tour, ist jedoch verletzt und muss in den Ruhestand geschickt werden. Clint verfolgt Smoky weiter und entdeckt, dass er einer Reitakademie übergeben wurde, der Besitzer ihn jedoch an jemanden weitergegeben hat, dessen Namen er nicht mehr weiß. Einige Zeit später in Cheyenne arbeitet Smoky als Schrottkarrenpferd, als er ein Plakat für einen rivalisierenden Bucking Bronco sieht, die Geräusche einer Rodeo-Parade hört und losrennt, um sich der Parade mit Schrottkarren und allem anzuschließen. Clint ist in der Menge und während Smoky ihn erkennt und ihn anstupst, erkennt Clint erst später, dass das Pferd Smoky sein ist. Clint verfolgt ihn zu einem Schrottplatz und das müde, dürre alte Pferd reagiert mit herzlichem Schnauben und einem Wiehern, als Clint seinen Namen ausspricht. Zurück auf der Rocking-R-Ranch erholt sich Smoky schnell. Clint und Julie entlassen ihn schließlich in die Freiheit.

## Hintergrund
Gedreht wurde der Film vom 12. Juli bis zum 25. September 1945.
Fox kaufte 1933 die Rechte an Will James‘ Roman für die Summe von 15.000 Dollar (2024 ca. 364.000 Dollar). Der Film wurde in der Gegend von Kanab in Utah und im Indianergebiet der Paiute im Norden von Arizona gedreht, sowie bei Rodeos in Cheyenne (Wyoming), Ogden (Utah) und Flagstaff (Arizona).
Chester Gore und Lyle R. Wheeler oblag die künstlerische Leitung. Thomas Little war für das Szenenbild zuständig, Bonnie Cashin für die Kostüme. Verantwortliche Toningenieure waren Harry M. Leonard und George Leverett, Murray Spivack mischte die Musik ab. Fred Sersen, Edwin Hammeras und Edward Snyder schufen die visuellen Effekte. Musikalischer Direktor war Emil Newman.
Das Pferd Smoky wurde von dem Filmpferd Highland Dale dargestellt. Ben Johnson war als Stuntman engagiert.
Die Fox Film Corporation produzierte 1933 eine Adaption des Romans mit Victor Jory in der Hauptrolle. 1966 entstand der unabhängig produzierte und von 20th Century Fox vertriebene Film Smoky, Freund aus der Wildnis unter der Regie von George Sherman.

## Musik
Von Burl Ives, der sein Filmdebüt gab, stammten folgende Songs:
- There Was an Old Man
- Woolly Boogie Bee, neu arrangiert basierend auf dem Volkslied I Wish I Was a Mole in the Ground
- neu arrangierte Volkslieder Smoky, The Foggy Dew und Down in the Valley

Hinzu kamen die Volkslieder Jimmy Crack Corn von Daniel Decatur Emmett und Streets of Laredo.

## Veröffentlichung
Die Premiere des Films fand am 18. Juni 1946 in Denver statt. In Österreich kam er 1951 in die Kinos, in der Bundesrepublik Deutschland am 10. Juni 1955.

## Kritiken
Der Filmkritiken-Aggregator Rotten Tomatoes hat in einer Auswertung ein Publikumsergebnis von 54 Prozent positiver Bewertungen ermittelt.
Das Lexikon des internationalen Films schrieb: „Rührender, etwas langatmiger Tier- und Familienfilm.“
Die Filmzeitschrift Cinema befand: „Anrührend und in prächtigen Bildern erzählt Louis King die Geschichte einer ungewöhnlichen Freundschaft. Fazit: Gefühlvoller Western für die jungen Zuschauer.“